# Bracon perparvus
Bracon perparvus är en stekelart som beskrevs av Cresson 1865. Bracon perparvus ingår i släktet Bracon och familjen bracksteklar. Inga underarter finns listade.